# 고미야마 요코
고미야마 요코(일본어: 小宮山洋子, 1948년 9월 17일~)는 일본의 정치인이다. 민주당 소속 중의원이다. 노다 내각에서 후생노동대신, 간 제1차 개조 내각에서 후생노동부대신을 지냈다. NHK 해설 위원과 아나운서로 활동한 경력이 있다.

## 가족 관계
- 외조부: 아오키 가즈오
- 아버지: 가토 이치로 (법학자)(일본어판) - 도쿄 대학 총장